# Saison 2 de Chuck
Chronologie
Saison 1 Saison 3
La deuxième saison de Chuck, série télévisée américaine, est constituée de vingt-deux épisodes et a été diffusée du 29 septembre 2008 au 27 avril 2009 sur NBC, aux États-Unis.

## Synopsis
Chuck Bartowski est un geek, un passionné d'ordinateurs qui travaille chez Buy More, une grande surface d'électroménager et d'électronique, plus particulièrement dans le SAV informatique appelé Nerd Herd, qui est une parodie de Geek Squad. Sa vie va basculer le jour où Bryce Larkin, son ancien meilleur ami de l'Université Stanford, lui envoie un e-mail mystérieux qui contient toute la base de données cryptées réunissant les informations de la NSA et de la CIA, l’Intersecret (Intersect en VO). L'inconscient de Chuck détient alors toutes les données de ces deux agences qui se révèlent par des flashs à la vue de certains objets ou personnes. Arrivent aussitôt John Casey de la NSA, un homme d'une grande force physique, intelligent et surtout fidèle à son pays ainsi que Sarah Walker de la CIA, une très belle femme pleine de talent et de charme, qui l'initient au monde de l'espionnage et tentent de le protéger de toutes ses aventures. Sa vie est alors partagée entre son emploi au Buy More, son meilleur ami Morgan Grimes, sa sœur Ellie, les missions d'espionnage et les mystères de sa vie…

## Distribution

### Acteurs principaux
- Zachary Levi (VF : Tanguy Goasdoué) : Charles « Chuck » Irving Bartowski
- Yvonne Strahovski (VF : Laura Blanc) : Sarah Lisa Walker
- Adam Baldwin (VF : David Krüger) : major puis colonel John Casey
- Joshua Gomez (VF : William Coryn) : Morgan Grimes
- Sarah Lancaster (VF : Caroline Lallau) : Eleanor « Ellie » Bartowski-Woodcomb
- Ryan McPartlin (VF : Stéphane Pouplard) : Devon Woodcomb alias « Capitaine Trop Top » (« Captain Awesome » en VO)
- Mark Christopher Lawrence (VF : Pascal Casanova) : Michael « Big Mike » Tucker
- Scott Krinsky (VF : Jacques Bouanich) : Jefferson « Jeff » Barnes
- Vik Sahay (VF : Pascal Nowak) : Lester Patel
- Julia Ling (VF : Ysa Ferrer) : Anna Melinda Wu

### Acteurs récurrents
- Matthew Bomer (VF : Jérémy Bardeau) : Bryce Larkin
- Bonita Friedericy (VF : Françoise Pavy) : Général Diane Beckman
- Tony Hale (VF : Nessym Guetat) : Emmett Milbarge[1] (12 épisodes)
- Scott Bakula (VF : Guy Chapellier) : Stephen J. Bartowski[2] (épisodes 19, 21 et 22)
- Tony Todd (VF : Thierry Desroses) : Graham, Directeur de la CIA
- Jordana Brewster (VF : Natacha Muller) : Dr Jill Roberts, espionne sous couverture et ex petite amie de Chuck
- Jesse Heiman : Fernando (6 épisodes)

### Invités
- Michael Clarke Duncan (VF : Saïd Amadis) : Mr Colt (épisode 1)
- John Larroquette (VF : Philippe Ogouz) : agent Roan Montgomery (épisode 2)
- Melinda Clarke (VF : Julie Dumas) : Sasha Banacheck (épisode 2)
- Steve Valentine (VF : Pierre Tessier) : Von Hayes (épisode 3)
- Nicole Richie (VF : Dorothée Pousséo) : Heather Chandler[3] (épisode 4)
- Michael Weaver (VF : Serge Faliu) : Dick R. Duffy (épisode 4)
- Ben Savage (VF : Sébastien Desjours) : Mark Ratner (épisode 4)
- Faran Tahir : Farrokh Bulsara (épisode 5)
- Clyde Kusatsu : M. Morimoto (épisode 5)
- William Abadie (VF : Philippe Catoire) : Guy Lafleur (épisode 6)
- Mark Pellegrino (VF : Nicolas Lormeau) : agent du Fulcrum (épisode 7)
- Patrick Kilpatrick (VF : Jean-François Aupied) : leader (épisode 8)
- Carl Lumbly (VF : Jean-Louis Faure) : Ty Bennett (épisode 9)
- Michael Kamczynski : Skip Johnson (épisode 9)
- Bruce Boxleitner (VF : Hervé Bellon) : Dr Woody Woodcomb (épisodes 9 et 22)
- Morgan Fairchild (VF : Céline Monsarrat) : Dr Honey Woodcomb (épisodes 9 et 22)
- Gary Cole (VF : Jean-Luc Kayser) : Jack Burton (épisode 10)
- Anthony Azizi (de) : Sheik Rajiv Amad (épisode 10)
- Jed Rees (en) (VF : Philippe Bozo) : Nathan Edward (épisode 11)
- Tina Huang : Maureen Mitsubishi (épisode 11)
- Michael Rooker : Mauser (épisode 11)
- Reginald VelJohnson (VF : Bruno Dubernat) : Al Powell (épisode 11)
- Matt Riedy : capitaine du SWAT (épisode 11)
- Dominic Monaghan (VF : Vincent Ropion) : Tyler Martin (épisode 12)
- Jerome Bettis : Jimmy Butterman (épisode 12)
- Nicholas Guilak (VF : Franck Capillery) : Achmed Gambir (épisode 12)
- Jenny McCarthy (VF : Brigitte Aubry) : Sylvia Arculin (épisode 13)
- Patricia Rae (en) (VF : Catherine Davenier) : Bolonia (épisodes 13 et 17)
- Andy Richter (VF : Daniel Lafourcade) : Brad (épisode 13)
- Brian Thompson : Cliff (épisode 13)
- Darren Keefe : Jim Yeager (épisode 13)
- Jennifer Jalene (VF : Marjorie Frantz) : Smooth Lau (épisode 14)
- Jack J. Yang (en) : Jason Wang (épisode 14)
- James Kiriyama-Lem : Mei Sheng (épisode 14)
- Andy Pessoa : Morgan jeune (épisode 14)
- Jonathan Cake (VF : Xavier Fagnon) : agent Cole Barker (épisodes 15 et 16)
- Katrina Law : Alexis White (épisode 15)
- Robert Picardo (VF : Bernard Alane) : Howard Busgang (épisode 16)
- Vincent Duvall : Duncan (épisode 16)
- Arnold Vosloo (VF : Éric Herson-Macarel) : Vincent Smith (épisodes 17, 19 et 21)
- Matt Winston (en) (VF : Guillaume Orsat) : Barclay (épisode 17)
- Ty Vincent (VF : Constantin Pappas) : le coursier (épisode 17)
- Tricia Helfer (VF : Barbara Beretta) : agent Alexandra Forrest (épisode 18)
- Shaun Toub (VF : Vincent Violette) : Mohammed Zamir (épisode 18)
- Pam Trotter : Rachel (épisode 18)
- Mitzi McCall : Blanche (épisode 18)
- Chevy Chase (VF : Jean-Claude Robbe) : Ted Roark[4] (épisodes 19, 21 et 22)
- Pablo Espinosa : Javier Diaz (épisode 19)
- Peter Onorati : Wally Roberts (épisode 20)
- Lori Alan : Judy Roberts (épisode 20)
- Ken Davitian : Bernie Ominsky (épisode 20)
- David Burke : M. Merser (épisode 20)

## Liste des épisodes
1. Espion malgré tout
2. Opération séduction
3. Actes manqués
4. Promo 98
5. Champion du monde
6. Chuck et son ex
7. La Chasse au trésor
8. Les Vertiges de l’amour
9. Que la force soit avec toi
10. Le Compte Cheik
11. InterSecret Story
12. Rock'n'Roll attitude
13. M. et Mme Carmichael
14. Les Ennemis de mon meilleur ami
15. Mr Perfect
16. L’Arme fatale
17. Protocole d’urgence
18. Le Cœur à l’ouvrage
19. Le Job de ses rêves
20. Permis de tuer
21. Les Uns tout contre les autres
22. Le Seigneur des Alliances

### Épisode 1:Espion malgré tout
- États-Unis : 29 septembre 2008 sur NBC
- Belgique : 21 février 2009 sur La Deux
- France : 
  - 22 février 2009 sur TF1
  - 12 novembre 2011 sur NT1[5]
- Québec : 25 août 2009 sur Ztélé

- États-Unis : 6,83 millions de téléspectateurs (première diffusion)

- Michael Clarke Duncan (Mr Colt)

- Une référence au film Retour vers le futur est faite, lorsque Chuck se réveille sur la chanson The Power of Love du groupe Huey Lewis and the News.
- Une référence au film Mad Max 2 est faite lorsque Morgan veut choisir un manager (l'arène).

### Épisode 2:Opération séduction
- États-Unis : 6 octobre 2008 sur NBC
- Belgique : 28 février 2009 sur La Deux
- France : 
  - 1er mars 2009 sur TF1
  - 19 novembre 2011 sur NT1[5]
- Québec : 1er septembre 2009 sur Ztélé

- États-Unis : 5,83 millions de téléspectateurs (première diffusion)
- Melinda Clarke (Sasha Banacheck)
- John Larroquette (agent Roan Montgomery)

### Épisode 3:Actes manqués
- États-Unis : 13 octobre 2008 sur NBC
- Belgique : 7 mars 2009 sur La Deux
- France : 
  - 8 mars 2009 sur TF1
  - 19 novembre 2011 sur NT1[5]
- Québec : 8 septembre 2009 sur Ztélé

- États-Unis : 6,17 millions de téléspectateurs (première diffusion)

- Steve Valentine (Von Hayes)

### Épisode 4:Promo 98
- États-Unis : 20 octobre 2008 sur NBC
- Belgique : 14 mars 2009 sur La Deux
- France : 
  - 15 mars 2009 sur TF1
  - 26 novembre 2011 sur NT1[5]
- Québec : 15 septembre 2009 sur Ztélé

- États-Unis : 6,87 millions de téléspectateurs (première diffusion)

- Nicole Richie (Heather Chandler)
- Michael Weaver (Dick R. Duffy)
- Ben Savage (Mark Ratner)
- Jesse Heiman (Fernando)

- Chuck fait référence au film Casablanca en disant : « de toutes les boutiques au monde spécialisées dans le yaourt qui existent, il a fallu que vous entriez dans celle-là. »

### Épisode 5:Champion du monde
- États-Unis : 27 octobre 2008 sur NBC
- Belgique : 21 mars 2009 sur La Deux
- France : 
  - 22 mars 2009 sur TF1
  - 26 novembre 2011 sur NT1[5]
- Québec : 22 septembre 2009 sur Ztélé

- États-Unis : 6,7 millions de téléspectateurs (première diffusion)

- Faran Tahir (Farrokh Bulsara)
- Clyde Kusatsu (M. Morimoto)

- Farrokh Bulsara est une référence cachée à Freddie Mercury, dont c'était le véritable nom.
- Au début de l'épisode, Chuck fait référence à Grand Theft Auto, une série de jeux vidéo de type action-aventure.

### Épisode 6:Chuck et son ex
- États-Unis : 10 novembre 2008 sur NBC
- Belgique : 28 mars 2009 sur La Deux
- France : 
  - 29 mars 2009 sur TF1
  - 3 décembre 2011 sur NT1[5]
- Québec : 29 septembre 2009 sur Ztélé

- États-Unis : 6,34 millions de téléspectateurs (première diffusion)

- William Abadie (Guy Lafleur)
- Jesse Heiman (Fernando)

### Épisode 7:La Chasse au trésor
- États-Unis : 17 novembre 2008 sur NBC
- Belgique : 4 avril 2009 sur La Deux
- France : 
  - 5 avril 2009 sur TF1
  - 3 décembre 2011 sur NT1[5]
- Québec : 6 octobre 2009 sur Ztélé

- États-Unis : 6,89 millions de téléspectateurs (première diffusion)

- Mark Pellegrino (agent du Fulcrum)

### Épisode 8:Les Vertiges de l’amour
- États-Unis : 24 novembre 2008 sur NBC
- Belgique : 11 avril 2009 sur La Deux
- France : 
  - 12 avril 2009 sur TF1
  - 10 décembre 2011 sur NT1[5]
- Québec : 13 octobre 2009 sur Ztélé

- États-Unis : 6,53 millions de téléspectateurs (première diffusion)

- Patrick Kilpatrick (leader)

### Épisode 9:Que la force soit avec toi
- États-Unis : 1er décembre 2008 sur NBC
- Belgique : 18 avril 2009 sur La Deux
- France : 
  - 19 avril 2009 sur TF1
  - 10 décembre 2011 sur NT1[5]
- Québec : 20 octobre 2009 sur Ztélé

- États-Unis : 7,33 millions de téléspectateurs (première diffusion)

- Carl Lumbly (Ty Bennett)
- Michael Kamczynski (Skip Johnson)
- Bruce Boxleitner (Dr Woody Woodcomb)
- Morgan Fairchild (Dr Honey Woodcomb)

### Épisode 10:Le Compte Cheik
- États-Unis : 8 décembre 2008 sur NBC
- Belgique : 25 avril 2009 sur La Deux
- France : 
  - 3 mai 2009 sur TF1
  - 17 décembre 2011 sur NT1[5]
- Québec : 27 octobre 2009 sur Ztélé

- États-Unis : 6,94 millions de téléspectateurs (première diffusion)

- Gary Cole (Jack Burton)
- Anthony Azizi (Cheik Rajiv Amad)

- Dans cet épisode, les voitures présentes sont la General Lee de Shérif, fais-moi peur et la DeLorean du film Retour vers le futur, la trame s'inspire également de ces derniers (ex : Delorean, terroristes arabes).

### Épisode 11:InterSecret Story
- États-Unis : 15 décembre 2008 sur NBC
- Belgique : 2 mai 2009 sur La Deux
- France : 
  - 17 mai 2009 sur TF1
  - 17 décembre 2011 sur NT1[5]
- Québec : 3 novembre 2009 sur Ztélé

- États-Unis : 7,66 millions de téléspectateurs (première diffusion)

- Jed Rees (Nathan Edward)
- Tina Huang (Maureen Mitsubishi)
- Reginald VelJohnson (sergent Al Powell)
- Michael Rooker (Frank Mauser)
- Matt Riedy (capitaine du SWAT)

- Reginald VelJohnson, qui interprète le rôle du sergent Al Powell dans cet épisode, fait référence au personnage du même nom qu'il portait dans le film Piège de cristal.
- Le personnage qui est au centre de l'histoire se nomme Nathan Edward Ryerson, surnommé « Ned Ryerson ». Ceci fait référence au personnage du même nom qui importune Bill Murray dans le film Un jour sans fin (1993).

### Épisode 12:Rock'n'roll attitude
- États-Unis : 2 février 2009 sur NBC
- Belgique : 9 mai 2009 sur La Deux
- France : 
  - 31 mai 2009 sur TF1
  - 24 décembre 2011 sur NT1[5]
- Québec : 10 novembre 2009 sur Ztélé

- États-Unis : 8,45 millions de téléspectateurs[6] (première diffusion)

- Dominic Monaghan (Tyler Martin)
- Jerome Bettis (Jimmy Butterman)
- Nicholas Guilak (Achmed Gambir)

- Quand Butterman a choisi sa boisson dans le distributeur, il est possible d'entendre un passage du mariage de Figaro, le même que dans le film Les Évadés.
- Une fois qu'il a revendu son billet d'or, il dit vouloir partir à Zihuataneiro, puis Jeff commente : « dépêche toi de vivre ou dépêche toi de mourir », citation faisant référence à nouveau au film Les Évadés.

### Épisode 13:M.etMmeCarmichael
- États-Unis : 16 février 2009 sur NBC
- Belgique : 16 mai 2009 sur La Deux
- France : 
  - 14 juin 2009 sur TF1
  - 24 décembre 2011 sur NT1[5]
- Québec : 17 novembre 2009 sur Ztélé

- États-Unis : 6,84 millions de téléspectateurs[8] (première diffusion)

- Andy Richter (Brad)
- Jenny McCarthy (Sylvia)
- Brian Thompson (Cliff)
- Darren Keefe (Jim Yeager)
- Patricia Rae (Bolonia)

### Épisode 14:Les Ennemis de mon meilleur ami
- États-Unis : 23 février 2009 sur NBC
- Belgique : 23 mai 2009 sur La Deux
- France : 
  - 28 juin 2009 sur TF1
  - 31 décembre 2011 sur NT1[5]
- Québec : 1er décembre 2009 sur Ztélé

- États-Unis : 6,59 millions de téléspectateurs[9] (première diffusion)

- Jack Yang (Jason Wang)
- James Kiriyama-Lem (Mei Sheng)
- Andy Pessoa (le jeune Morgan)

- Jeff prononce les premières paroles de la chanson Lose Yourself d'Eminem, lorsqu'il s'adresse à Lester, après avoir raccroché avec Ellie.

### Épisode 15:MrPerfect
- États-Unis : 2 mars 2009 sur NBC
- Belgique : 6 juin 2009 sur La Deux
- France : 
  - 5 juillet 2009 sur TF1
  - 31 décembre 2011 sur NT1[5]
- Québec : 8 décembre 2009 sur Ztélé

- États-Unis : 6,66 millions de téléspectateurs[10] (première diffusion)

- Jonathan Cake (agent Cole Barker)
- Katrina Law (Alexis White)

- Après avoir détruit l'hélicoptère, Cole tend la main à Sarah et lui dit : « Viens avec moi si tu veux vivre », ceci fait référence à la phrase utilisée lors de la saga Terminator (dans lesquels cette phrase est adressée à Sarah Connor, John Connor puis Kate Brewster).

### Épisode 16:L'Arme fatale
- États-Unis : 9 mars 2009 sur NBC
- Belgique : 13 juin 2009 sur La Deux
- France : 
  - 19 juillet 2009 sur TF1
  - 7 janvier 2012 sur NT1[5]
- Québec : 15 décembre 2009 sur Ztélé

- États-Unis : 5,8 millions de téléspectateurs[11] (première diffusion)

- Jonathan Cake (agent Cole Barker)
- Robert Picardo (Howard Busgang alias Perseus)
- Vincent Duvall (Duncan)

### Épisode 17:Protocole d’urgence
- États-Unis : 23 mars 2009 sur NBC
- Belgique : non diffusé comme annoncé (à la suite d'un problème) sur La Deux
- France : 
  - 2 août 2009 sur TF1
  - 7 janvier 2012 sur NT1[5]
- Québec : 22 décembre 2009 sur Ztélé

- États-Unis : 6,16 millions de téléspectateurs[12] (première diffusion)

- Arnold Vosloo (Vincent Smith)
- Matt Winston (Barclay)
- Patricia Rae (Bolonia)
- Ty Vincent (le coursier)

### Épisode 18:Le Cœur à l’ouvrage
- États-Unis : 30 mars 2009 sur NBC
- Belgique : 20 juin 2009 sur La Deux
- France : 
  - 9 août 2009 sur TF1
  - 14 janvier 2012 sur NT1[5]
- Québec : 5 janvier 2010 sur Ztélé

- États-Unis : 5,72 millions de téléspectateurs[13] (première diffusion)

- Tricia Helfer (Alexandra Forrest)
- Shaun Toub (Mohammed Zamir)
- Pam Trotter (Rachel)
- Mitzi McCall (Blanche)

### Épisode 19:Le Job de ses rêves
- États-Unis : 6 avril 2009 sur NBC
- Belgique : 27 juin 2009 sur La Deux
- France : 
  - 16 août 2009 sur TF1
  - 14 janvier 2012 sur NT1[5]
- Québec : 12 janvier 2010 sur Ztélé

- États-Unis : 6,1 millions de téléspectateurs[14] (première diffusion)

- Arnold Vosloo (Vincent Smith)
- Chevy Chase (Ted Roark)
- Pablo Espinosa (Javier Diaz)

- À la vue de sa fille bouleversée, Stephen J. Bartowski s'exclame : « Oh Bravo » (Oh Boy en VO), faisant référence au personnage qu'il a interprété, le docteur Samuel Beckett dans la série télévisée Code Quantum.
- La participation de Scott Bakula est un possible clin d’œil à la série Mr. et Mrs. Smith, où l'acteur tenait le rôle d'espion au côté de Maria Bello.[réf. nécessaire]

### Épisode 20:Permis de tuer
- États-Unis : 13 avril 2009 sur NBC
- Belgique : 4 juillet 2009 sur La Deux
- France : 
  - 6 septembre 2009 sur TF1
  - 21 janvier 2012 sur NT1[5]
- Québec : 19 janvier 2010 sur Ztélé

- États-Unis : 6,21 millions de téléspectateurs[15] (première diffusion)

- Peter Onorati (Wally Roberts)
- Lori Alan (Judy Roberts)
- Ken Davitian (Bernie Ominsky)
- David Burke (M. Merser)

- Lorsque Big Mike embrasse Morgan, il dit aux employés que rien doit lui arriver tant que la mère de Morgan est sa maîtresse, ceci fait référence au film Le Parrain 2.

### Épisode 21:Les Uns tout contre les autres
- États-Unis : 20 avril 2009 sur NBC
- Belgique : 11 juillet 2009 sur La Deux
- France : 
  - 20 septembre 2009 sur TF1
  - 21 janvier 2012 sur NT1[5]
- Québec : 26 janvier 2010 sur Ztélé

- États-Unis : 6,11 millions de téléspectateurs[16] (première diffusion)

- Chevy Chase (Ted Roark)
- Arnold Vosloo (Vincent Smith)

Chuck et Sarah se sont enfuis pour aller libérer Stephen Bartowski et en profitent pour passer du temps ensemble. 

### Épisode 22:Le Seigneur des alliances
- États-Unis : 27 avril 2009 sur NBC
- Belgique : 18 juillet 2009 sur La Deux
- France : 
  - 4 octobre 2009 sur TF1
  - 28 janvier 2012 sur NT1[5]
- Québec : 2 février 2010 sur Ztélé

- États-Unis : 6,2 millions de téléspectateurs[17] (première diffusion)

- Chevy Chase (Ted Roark)
- Bruce Boxleitner (Dr Woody Woodcomb)
- Morgan Fairchild (Dr Honey Woodcomb)

- Lorsqu'il s'apprête à jouer pour le mariage, Jeff fait référence à Marty McFly — jouant Johnny B. Goode dans Retour vers le futur — quand il s'adresse aux instrumentistes en leur disant : « Regardez-moi pour les changements, d'accord ? ».
- Lorsque Chuck télécharge le nouvel Intersecret dans son cerveau et se débarrasse des agents ennemis à mains nues à la suite d'un flash, il dit alors : « Je connais le Kung-fu ! » qui est une réplique tirée du film Matrix.

## Informations sur le coffretDVD
- Intitulé du coffret : Chuck - The Complete Second Season (zone 1) / Chuck - L'intégrale de la saison 2 (zone 2)
- Édition : Warner Home Video
- Nombres d'épisodes : 22
- Nombres de disques : 6
- Format d'image : couleur, plein écran, 16/9 (compatible avec le format 4/3), Phase Alternating Line, 1,78:1
- Audio : Dolby Digital 2.0
- Langues : français, anglais, espagnol
  - Sous-titres : français, espagnol, danois, norvégien, portugais, suédois, polonais
- Durée : 929 minutes
- Bonus : la vérité, les espions et les types normaux : Explorez la mythologie de Chuck, un type en détresse : Découvrez quelques-unes des meilleures scènes d'action de cette saison, Chuck : Les conseils d'un mec formidable pour devenir un type formidable, John Casey présente : Alors tu veux devenir un super espion ?, des scènes inédites et le bêtisier de la saison.
- Dates de sortie :
  -  États-Unis : 5 janvier 2010
  -  France : 18 novembre 2009